# Borsody Miklós
Szendrői Borsody Miklós (Vernár, 1817. december 30. – Lőcse, 1885. április 12.) ügyvéd, gimnáziumi tanár.

## Élete
1848–1849-ben honvédfőhadnagy volt és a temesvári csatában a katonai érdemrenddel tüntették ki. 1855-től 1861-ig Madách Imre házában élt, mint a Madách-gyerekek házitanítója. A költő beszélgetőpartnere, talán több is annál éppen abban az időben, amikor Az ember tragédiája eljutott az ötlettől a megvalósulásig. 1861-től fogva a lőcsei gimnáziumban mint rendes tanár történelmet és filozófiát tanított.

## Munkái
- A lőcsei kath. főgymnasium történetének vázlata. (Lőcsei főgymn. Értesítője 1868 és 69.); A philosophia mint önálló tudomány és annak feladata. (Uo. 1872.)